# Шљивово
Шљивово је насеље у Србији у општини Александровац у Расинском округу. Према попису из 2022. има 236 становника (према попису из 2011. било је 290 становника).

## Демографија
У насељу Шљивово живи 322 пунолетна становника, а просечна старост становништва износи 45,8 година (46,6 код мушкараца и 45,2 код жена). У насељу има 114 домаћинстава, а просечан број чланова по домаћинству је 3,32.
Ово насеље је великим делом насељено Србима (према попису из 2002. године), а у последња три пописа, примећен је пад у броју становника.
|  |

| Демографија | Демографија | Демографија |
| Година      | Становника  | Становника  |
| ----------- | ----------- | ----------- |
| 1948.       | 622         |             |
| 1953.       | 640         |             |
| 1961.       | 590         |             |
| 1971.       | 490         |             |
| 1981.       | 448         |             |
| 1991.       | 425         | 424         |
| 2002.       | 379         | 380         |
| 2011.       | 290         |             |
| 2022.       | 236         |             |

| Етнички састав према попису из 2002.‍ | Етнички састав према попису из 2002.‍ | Етнички састав према попису из 2002.‍ | Етнички састав према попису из 2002.‍ | Етнички састав према попису из 2002.‍ |
| ------------------------------------ | ------------------------------------ | ------------------------------------ | ------------------------------------ | ------------------------------------ |
|                                      |                                      |                                      |                                      |                                      |
| Срби                                 | Срби                                 |                                      | 377                                  | 99,47%                               |
| непознато                            | непознато                            |                                      | 2                                    | 0,52%                                |

| Година пописа     | 1948. | 1953. | 1961. | 1971. | 1981. | 1991. | 2002. |
| ----------------- | ----- | ----- | ----- | ----- | ----- | ----- | ----- |
| Број домаћинстава | 84    | 99    | 103   | 117   | 117   | 115   | 114   |

| Број чланова      | 1  | 2  | 3  | 4  | 5  | 6  | 7 | 8 | 9 | 10 и више | Просек |
| ----------------- | -- | -- | -- | -- | -- | -- | - | - | - | --------- | ------ |
| Број домаћинстава | 20 | 34 | 12 | 17 | 12 | 12 | 2 | 4 | 1 | 0         | 3,32   |

| Пол    | Укупно | Неожењен/Неудата | Ожењен/Удата | Удовац/Удовица | Разведен/Разведена | Непознато |
| ------ | ------ | ---------------- | ------------ | -------------- | ------------------ | --------- |
| Мушки  | 164    | 38               | 106          | 10             | 3                  | 7         |
| Женски | 174    | 29               | 108          | 33             | 1                  | 3         |
| УКУПНО | 338    | 67               | 214          | 43             | 4                  | 10        |

| Пол    | Укупно                    | Пољопривреда, лов и шумарство | Рибарство                            | Вађење руде и камена | Прерађивачка индустрија       |
| ------ | ------------------------- | ----------------------------- | ------------------------------------ | -------------------- | ----------------------------- |
| Мушки  | 91                        | 53                            | 0                                    | 0                    | 18                            |
| Женски | 47                        | 19                            | 0                                    | 0                    | 11                            |
| УКУПНО | 138                       | 72                            | 0                                    | 0                    | 29                            |
| Пол    | Производња и снабдевање   | Грађевинарство                | Трговина                             | Хотели и ресторани   | Саобраћај, складиштење и везе |
| Мушки  | 3                         | 1                             | 5                                    | 0                    | 2                             |
| Женски | 0                         | 0                             | 2                                    | 0                    | 0                             |
| УКУПНО | 3                         | 1                             | 7                                    | 0                    | 2                             |
| Пол    | Финансијско посредовање   | Некретнине                    | Државна управа и одбрана             | Образовање           | Здравствени и социјални рад   |
| Мушки  | 0                         | 0                             | 0                                    | 1                    | 1                             |
| Женски | 0                         | 0                             | 1                                    | 3                    | 2                             |
| УКУПНО | 0                         | 0                             | 1                                    | 4                    | 3                             |
| Пол    | Остале услужне активности | Приватна домаћинства          | Екстериторијалне организације и тела | Непознато            | Непознато                     |
| Мушки  | 1                         | 0                             | 0                                    | 6                    | 6                             |
| Женски | 0                         | 0                             | 0                                    | 9                    | 9                             |
| УКУПНО | 1                         | 0                             | 0                                    | 15                   | 15                            |